# Polițist, Adjectiv
Polițist, Adjectiv (lit. "Policia, adjectiu") és un drama romanès del 2009 dirigit per Corneliu Porumboiu. Polițist, Adjectiv va guanyar el premi Un Certain Regard i el premi FIPRESCI de l'edició de l'any 2009 del Festival Internacional de Cinema de Canes. La pel·lícula va ser seleccionada per Romania com a candidata oficial del país per la 82a edició dels Premis Oscar, a la categoria Millor pel·lícula de parla no anglesa

## Argument
La pel·lícula se centra en la intensa i solitària activitat de control i espionatge duta a terme per Cristi, un policia d'una petita i tranquil·la ciutat romana on el cos de policia no té altra cosa a fer que investigar un adolescent que fuma regularment marihuana.
A mesura que avança la investigació Cristi es qüestiona l'ètica de la seva tasca i es veu vençut pels seus remordiments de consciència en ponderar la iniqua relació existent entre falta menor comesa per l'adolescent i la desproporcionada condemna que li espera en cas que tirin endavant els seus treballs d'investigació. Cristi s'ha de confrontar aleshores amb la seva incoherència i decidir entre trair les seves conviccions morals o abandonar el cos de policia.

## Repartiment
- Dragoș Bucur - Cristi
- Vlad Ivanov - Anghelache
- Irina Săulescu - Anca
- Ion Stoica - Nelu
- Marian Ghenea - Fiscal
- Cosmin Seleși - Costi
- George Remeș - Vali
- Dan Cogălniceanu - Vic
- Șerban Georgevici - Policia
- Constantin Diță - Policia
- Alexandru Sabadac - Alex
- Anca Diaconu - Doina
- Radu Costin - Victor
- Viorel Nebunu – Pare d'Alex
- Emanuela Țiglă – Mare d'Alex